# Carterornis
Carterornis là một chi chim trong họ Monarchidae.